# Amenity's Life
『Amenity's Life』（アメニティーズ ライフ）は、HOOKSOFTより2016年12月22日に発売されたPC用18禁恋愛アドベンチャーゲーム。
2017年11月22日にPIACCIよりPlayStation Vita版が発売された。

## ストーリー
主人公がある日、目が覚めると自称、主人公のスマホであるという女の子が寝ていた事から始まる。

## 登場人物
久瀬怜二 （くぜ れいじ）
本作の主人公で普通の学生。
長嶺 美栗 （ながみね みくり）
声 - 三井京子
社交的で明るい性格の主人公の幼なじみ。
麻帆 （まほ）
声 - 萌花ちょこ
擬人化した主人公のスマートフォン。
板野 奏 （いたの かなで）
声 - 星鹿りえ
口数の少ない転校生。
香山 菜瑠 （かやま なる）
声 - 上原あおい
主人公の友人の妹でまじめで不器用。
藤堂 望希 （とうどう みき）
声 - くすはらゆい
主人公の後輩で王子様の異名を持つ。

## スタッフ
- キャラクターデザイン・原画 - RINKS
- シナリオ - 桜城なお、松倉慎二

## 制作
本作はブランドにとって初めての萌え擬人化作品である『Like Life』を今のHOOKSOFTが作ったらどうなるか、というコンセプトの元で作られた。